# كيفن فان دين كيرخوف
كيفن دانيال فان دين كيرخوف قيطون (مواليد 14 مارس 1996) هو لاعب كرة قدم محترف يلعب في مركز الظهير الأيمن مع نادي ميتز في دوري الدرجة الأولى الفرنسي، ومع المنتخب الجزائري.

## مسيرته الكروية
يعتبر من خريجي شباب نادي فالنسيان، بدأ قيطون مسيرته الكروية مع نادي أولنوي في عام 2014، قبل أن ينتقل إلى رديف لوريان في عام 2015. بعد تعرضه لإصابة كبيرة عاد إلى أولنوي، لينتقل بعدها إلى بلجيكا عبر بوابة نادي لوفيرواز في عام 2017. في عام 2019، انتقل إلى نادي أولمبيك شارلروا الناشط في دوري الدرجة الثالثة البلجيكية. بعد موسم واحد هناك، انتقل إلى النادي اللوكسمبورجي إف91 دوديلانج، حيث سجل هناك 17 هدفًا وصنع 13 هدفًا في موسمين. في 12 مايو 2022، عاد إلى فرنسا مع نادي باستيا في دوري الدرجة الثانية. بدأ ظهوره الاحترافي بخسارة 2-0 في أمام لافال في 30 يوليو 2022.

## حياته الشخصية
وُلد قيطون في فرنسا، وهو من أصول فرنسية وجزائرية مختلطة وتم استدعاؤه للمنتخب الجزائري لأول مرة في مارس 2023 لخوض مباراتين مؤهلتين لكأس الأمم الأفريقية ضد منتخب النيجر. قيطون صديق مقرب للاعب كرة القدم الفرنسي الدولي بنيامين بافارد، حيث وُلد قبله بأسبوعين في نفس البلدة الصغيرة، موبيج.

## روابط خارجية
- كيفن فان دين كيرخوف على موقع قاعدة بيانات كرة القدم.إي يو (الإنجليزية)
- كيفن فان دين كيرخوف على موقع ناشيونال فوتبول تيمز (الإنجليزية)
- كيفن فان دين كيرخوف على موقع Soccerway.com (الإنجليزية)